# CCTV-6
CCTV-6, o China Movie Channel, è il sesto canale televisivo della China Central Television, la televisione pubblica della Repubblica Popolare Cinese. Trasmette film, serie tv, e cinema. Questo canale televisivo è nato il 1º gennaio 1994.
Il canale trasmette tre tipi di film: film narrativi, film tradotti e film speciali.